# Koninklijke Vereniging ter Beoefening van de Krijgswetenschap
De Koninklijke Vereniging ter Beoefening van de Krijgswetenschap (KVBK) werd in 1865 in Nederland opgericht door 16 officieren, die verontrust waren over de kwaliteit van de krijgsmacht en het gebrek aan publieke interesse over de nationale defensie aangelegenheden (een van die officieren was Pieter Lodewijk Gerard Doorman, een andere Gerardus Petrus Booms).
Al een jaar later kende de vereniging 666 leden. In 1965 kreeg de vereniging het predicaat Koninklijk. De huidige KVBK verzorgt onder meer voordrachten en geeft het maandblad 'Militaire Spectator' uit. In 2005 telt de KVBK circa 1200 leden.

## Doelstelling
Het spectrum waarin de krijgsmacht slagvaardig moet kunnen optreden is veel breder geworden. Een militair kan tegenwoordig worden ingezet in een grote diversiteit aan operaties, van gewapend conflict tot vredesoperaties en bij (inter-) nationale hulpverlening.
De KVBK wil voor militairen, academici, beleidsmakers, studenten en andere geïnteresseerden een platform zijn, waar de complexe ontwikkelingen op veiligheidsgebied besproken kunnen worden.
De KVBK stelt zich ten doel de krijgswetenschap in de ruimste zin te bevorderen. Dat betekent aandacht schenken aan krijgsverrichtingen uit het verleden, aan actuele (vredes-) operaties en aan militair-technische ontwikkelingen met het oog op de toekomst. Voor het verwezenlijken van de doelstelling organiseert de KVBK lezingen en presentaties over deze onderwerpen die worden verzorgd door deskundigen uit binnen- en buitenland. Daarnaast geeft de vereniging het maandblad Militaire Spectator uit en werkt ze met andere organisaties op veiligheidsgebied samen.